# 刘林 (东汉)
劉林（?—?），中国西漢時代末期、東漢時代初期政治人物，父親平干繆王劉元。

## 生平
劉林好奇数術策（算命），于趙、魏之間任侠，多與豪猾交流。当時，他和占師王郎交遊，王郎對劉林說自己是漢成帝之子劉子輿，年幼時隱居蜀地，現在輾轉到燕趙，以待天時。劉林相信，與趙地豪族李育、張参，一起計劃擁立王郎為皇帝。赤眉軍渡黄河北進，更始元年（23年）十月，更始帝劉玄命破虜将軍、行大司馬事劉秀（漢光武帝）平定河北，至邯鄲面会劉林。劉林向劉秀提出決堤殲滅威脅河北的赤眉軍，劉秀沒有回答，離開邯鄲北向真定而行。
劉林最終決断擁立王郎。劉林以赤眉軍到来的傳聞煽動，実際樊崇的赤眉軍主力部隊沒有北渡黄河。樹立擁立王郎正統性。同年十二月，劉林率数百車騎入邯鄲城，在趙王宮殿王郎即天子位。任命劉林為丞相，李育為大司馬，張参為大将軍。派遣軍隊向北方各郡国發檄文，趙国以北、遼東以西成為王郎的支配領域。更始二年（24年），当初劣勢的劉秀勢力逐漸興盛，同年五月邯鄲陷落，王郎滅亡，劉林生死不明。

## 注
1. ↑  《後漢書》李賢注，劉元為漢景帝七代孫。本传作其父为趙繆王劉元，但《漢書》諸侯王表、景十三王傳沒有趙繆王劉元。而有平干繆王劉元，為漢景帝曾孫。